# Elfreda Chatman
Elfreda Chatman   (Ohio, 12 de desembre de 1942 - 15 de gener de 2002) va ser una gestora d'informació nord-americana que va estudiar el comportament humà de grups concrets de població poc estudiats (persones pobres, ancians, dones retirades, dones recluses, personal de la neteja -"janitors"-) en relació amb els processos de cerca d'informació i recuperació d'aquesta.

## Biografia
L'Elfreda Chatman va néixer a Ohio (EUA), on es va llicenciar en Psicologia a la Universitat Youngstown el 1971. Va fer un màster universitari en Informació i Documentació a la Universitat Case Western Reserve i va obtenir el doctorat en Biblioteconomia a la Universitat de Califòrnia a Berkeley el 1983.
El seu llibre The Information world of retired women va guanyar el premi al Millor Llibre ACRL del 1995.
Va participar en la Taula Rodona de Recerca en Biblioteques (LRRT) de l'American Library Association des de la dècada dels 80 fins a la dels 90, i en va ser presidenta entre 1993 i 1994 del departament d'investigacions bibliotecnològiques.
Va ser professora de la School of Information Studies de la Florida State University fins a la seva mort el 15 de gener de 2002, als 59 anys.

## Contribucions
Les contribucions en recerca de Chatman van donar lloc a diversos conceptes teòrics ("middle-range theories"): Pobresa informacional, Teoria de la vida en cercle i Comportament normatiu. Basant-se en el seu coneixement de sociologia, va introduir el "mètode dels petits mons" per estudiar el comportament informacional.

### Teoria de la "Vida en cercle"
Mentre treballava en un pla de foment de la lectura entre classes baixes i pobres, va prendre consciència de la separació que s'estava produint a la societat amb l'avenç de les tecnologies de la informació en la vida diària. Per això va investigar els processos de cerca i recuperació de la informació en grups de població molt definits com podien ser dones separades, jubilats o gent gran; i també en pobres i reclusos.
Va ser a partir dels seus estudis amb dones recluses en una presó de màxima seguretat del nord-est dels Estats Units, observant els empresonats en la seva interacció amb el personal de la presó, que l'Elfreda Chatman va teoritzar el que va anomenar "Vida en el cercle", (o, en anglès, "life in the round"). És a dir, les internes viuen "dins d'un grau acceptable d'aproximació i imprecisió". En lloc de buscar informació sobre el món exterior, sobre el qual no tenen cap control, eviten informar-se'n, i, a més, donen més importància a "patrons de vida diaris, les seves relacions, i els assumptes que s'esdevenen dins de l'entorn de la presó", sobre els quals poden influir. D'aquesta manera, es constata que les internes mostren un comportament de cerca d'informació defensiu.
Les internes formen un "món petit", una comunitat tancada on l'opinió dona forma a una realitat compartida que acompanya al comportament informacional. Les normes socials que estableixen les internes determinen la importància o la trivialitat d'una dada d'informació; així, la informació que afecta les recluses de manera immediata - com pot ser una malaltia mentre el personal mèdic és fora de servei - guanya importància mentre la informació del món exterior esdevé trivial. La Chatman va concloure que la "vida en cercle" desafavoreix la conducta informacional, atès que ja no hi ha necessitat de cercar informació exterior, ja que les preses "no són part del món... Si no que són definides com a marginades (outsiders)". En poques paraules, les internes ja no necessiten informació addicional per participar plenament de la seva realitat. Chatman va veure que aquests desincentius a la cerca d'informació podien esdevenir normes culturals en els "mons petits" de les persones que havia observat, i que aquestes normes podrien produir el que ella va qualificar de pobresa d'informació, és a dir, un grup perpetua aquelles normes que eviten l'accés a informació que podria ser útil als membres del grup si la busquen fora.

### Altres conceptes
L'Elfreda Chatman va encunyar el terme "pobresa informacional" ("information poverty") per a descriure l'estat d'aquelles persones que en la societat de la informació no posseeixen capacitats i habilitats en el tractament d'informació.
També va conceptualitzar les normes i regles a les quals va denominar "comportaments informacionals", que tracta de què els comportaments dels individus moldejen l'aprenentatge de les seves comunitats en relació amb qualsevol aspecte del qual vulguin saber, decidint si li han de posar èmfasis o no, o si ho han de considerar útil o no.
Les investigacions de l'Elfreda Chatman se solen emparentar amb les del Jürgen Habermas sobre la teoria que l'home ocuparia un determinat lloc a la societat depenent de com gestioni la informació. La gestora d'informació va investigar un micro-nivell anomenat "petits mons" ("small worlds"), mentre que el filòsof ho va fer en un macro-nivell denominat "mons de la vida" ("lifeworlds").

## Premi en el seu honor
El 2005 l' Association for Information Science and Technology va crear un premi amb el seu nom per a condecorar aquelles investigacions punteres en l'estudi del comportament informacional.

## Obres
- The diffusion of information among the working poor. Ann Arbor, Mich: University Microfilms Internacional, 1984.
- «Field Research: Methodological Themes». Library and Information Science Research, An International Journal, 6, 4, 1984, pàg. 425–38.
- «Information, Mass Media Use, and the Working Poor». Library and Information Science Research, 7, 2, 1985, pàg. 97–113.
- Chatman, Elfreda A.  «Diffusion Theory: A review and test of a conceptual model in information diffusion». Journal of the American Society for Information Science, 37, 6, 1986, pàg. 377–386. DOI: 10.1002/(sici)1097-4571(198611)37:6<377::aid-asi2>3.0.co;2-c.
- «Opinion Leadership, Poverty, and Information Sharing». Reference Quarterly, 26, 3, 1987, pàg. 341–53.
- «The Information World of Low-Skilled Workers». Library and Information Science Research, 9, 4, 1987, pàg. 265–83.
- Chatman, Elfreda A.  «Life in a Small World: Applicability of Gratification Theory to Information-Seeking Behavior». Journal of the American Society for Information Science, 42, 6, 1991, pàg. 438–449. DOI: 10.1002/(SICI)1097-4571(199107)42:6<438::AID-ASI6>3.0.CO;2-B.CO;2-B.
- «Alienation theory: Application of a conceptual framework to a study of information among janitors». Reference Quarterly, 29, 3, 1990, pàg. 355. (3): 355. 1990.
- «Channels to a Larger Social World: Older Women Staying in Contact with the Great Society». Library and Information Science Research, 13, 3, 1991, pàg. 281–300.
- The Information world of retired women[Enllaç no actiu] Nova York: Greenwood Press, 1992.
- «The Role of Mentorship in Shaping Public Library Leaders». Library Trends, 40, 3, 1992, pàg. 492–512. Arxivat de l'original el 2015-05-10 [Consulta: 10 juliol 2016].
- «The impoverished life-world of outsiders». Journal of the American Society for Information Science, 47, 3, 1996, pàg. 193–206. DOI: 10.1002/(sici)1097-4571(199603)47:3<193::aid-asi3>3.3.co;2-m.
- "A Theory of Life in the Round". Journal of the American Society for Information Science and Technology 50 (3): 207–217. 1999.doi:10.1002/(sici)1097-4571(1999)50:3<207::aid-asi3>3.3.co;2-#.
- Amb: Dawson, E. Murrell; «Reference group theory with implications for information studies: a theoretical essay». Information Research: an international electronic journal, 6, 3, 2001, pàg. 105.
- Amb: Pendleton, Victoria.Pendleton, Victoria «Knowledge Gap, Information-Seeking and the Poor». Reference Librarian, Vol. 23, núm. 49-50, 1995, pàg. 135–145. DOI: 10.1300/J120v23n49_10.
- Amb: Pendleton, Victoria. «Small World Lives: Implications for the public library Arxivat 2016-09-19 a Wayback Machine.». Library Trends, 46, 4, 1998, pàg. 732.
- Amb: Huotari, Maija-Leena. «Using everyday life information seeking to explain organizational behavior». Library & Information Science Research, 23, 4, 2001, pàg. 351–366. DOI: 10.1016/s0740-8188(01)00093-7.
- Amb: Burnett, Gary; Besant, Michele «Small Worlds: Normative behavior in virtual communities and feminist bookselling». Journal of the American Society for Information Science and Technology, 52, 7, 2001, pàg. 536–547. DOI: 10.1002/asi.1102.abs.